# Lúcia Bastos Pereira das Neves
Lúcia Maria Bastos Pereira das Neves é uma professora universitária e historiadora brasileira.

## Carreira
Após concluir a licenciatura em História pela Universidade do Estado do Rio de Janeiro (UERJ), em 1974, concluiu o mestrado na Universidade Federal Fluminense (UFF) em 1986, e obteve o doutorado em História Social pela Universidade de São Paulo (USP) em 1992.
É professora titular de História Moderna da UERJ, cientista do programa Nosso Estado/FAPERJ, e pesquisadora do CNPq e do Pronex Dimensões da Cidadania.
Estudiosa do mundo luso-brasileiro na primeira metade do século XIX, organizou, ao lado de Ronaldo Vainfas, o Dicionário do Brasil Joanino, 1808-1821, ganhador do Prêmio Sérgio Buarque de Hollanda em 2009.

## Principais obras
- Corcundas e constitucionais: a cultura política da Independência do Brasil (1820-1822). RJ: FAPERJ/REVAN, 2003.
- O Império do Brasil. Rio de Janeiro: Nova Fronteira, 1999. (com Humberto F. Machado).
- A História para uso da mocidade brasileira. In: José Murilo de Carvalho (org). Nação e cidadania no Império: novos horizontes. Rio de Janeiro: Civilização Brasileira, 2007.
- Imagens de Napoleão Bonaparte na ótica dos impressos luso-brasileiros. In: DUTRA, Eliana de Freitas & MOLLIER, Jean-Yves. Brasil, Europa e Américas nos séculos XVIII-XIX. São Paulo: AnnaBlume, 2006.
- Os panfletos políticos e a cultura política da Independência do Brasil. In: István Jancsó (org.). Independência: História e Historiografia. São Paulo, Hucitec, 2005.
- Os panfletos políticos e o esboço de uma esfera pública de poder no Brasil. In: Marcia Abreu & Nelson Schapochnik. (orgs.). Cultura Letrada no Brasil. Objetos e práticas. São Paulo/Campinas, Mercado de Letras/Associação de Leitura do Brasil/Fapesp, 2005.
- Pensamentos vagos sobre o Império do Brasil. In: Alberto Dines (ed.). Hipólito José da Costa e o Corrreio Braziliense. Estudos. V. 30, tomo 1, São Paulo/Brasília, Imprensa Oficial/Correio Braziliense, 2002.

### Organização
- Literatura, História e Política em Portugal (1820-1856). Rio de Janeiro, Eduerj/DRPBL, 2007 (com Sergio Nazar, Tânia Bessone e Paulo Motta).
- História e Imprensa: entre práticas e representações. Rio de Janeiro, DP&A/Faperj, 2006. (com Tania Bessone e Marco Morel).
- Dicionário do Brasil Joanino (1808-1821). Rio de Janeiro, Objetiva, 2008 (com Ronaldo Vainfas).